# White Lion (Schiff)

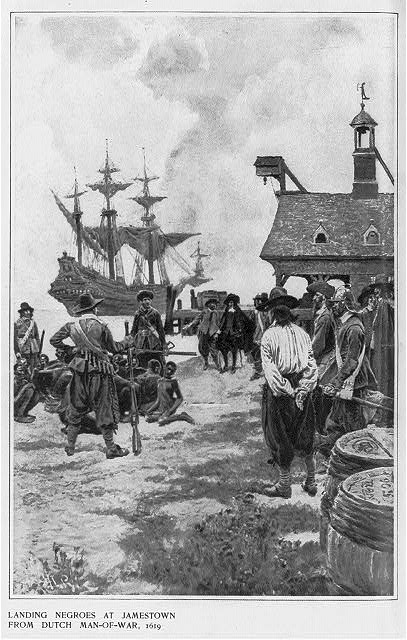
Ankunft afrikanischer Sklaven in Virginia, im Hintergrund die White Lion, Illustration von 1901

Die White Lion war ein englisches Freibeuterschiff, das unter einem niederländischen Kaperbrief operierte. 1619, ein Jahr vor der Ankunft der Mayflower in Neuengland, brachte es die ersten Schwarzafrikaner in die englische Kolonie Virginia. Obwohl die afrikanischen Gefangenen als Vertragsdiener verkauft wurden, gilt das Ereignis als Beginn der afrikanischen Sklaverei in der Kolonialgeschichte der Vereinigten Staaten.
Die White Lion wurde von dem aus Cornwall stammenden John Jope kommandiert. Die Treasurer gehörte Sir Robert Rich, dem Earl of Warwick, und wurde von Kapitän Daniel Elfrith geführt. Beide Schiffe hatten die Aufgabe, spanische Waren im Atlantik abzufangen und zu beschlagnahmen. Die Engländer wollten mit diesen Freibeuterschiffen die spanische Besiedlung aufhalten und ermächtigten sie, spanische Schiffe anzugreifen. Bei einer Begegnung in der Bucht von Campeche wurden alle drei Schiffe beschädigt, und die englischen Piraten stahlen etwa 50 Afrikaner als Teil ihrer Gesamtbeute.
Am 20. August 1619 legte die White Lion in Virginia Colony's Point Comfort (heute: Fort Monroe in Hampton) an. Das Schiff entließ zwischen 20 und 30 Gefangene und erhielt im Gegenzug hierfür Essen.